# Stożkownica czapeczkowata

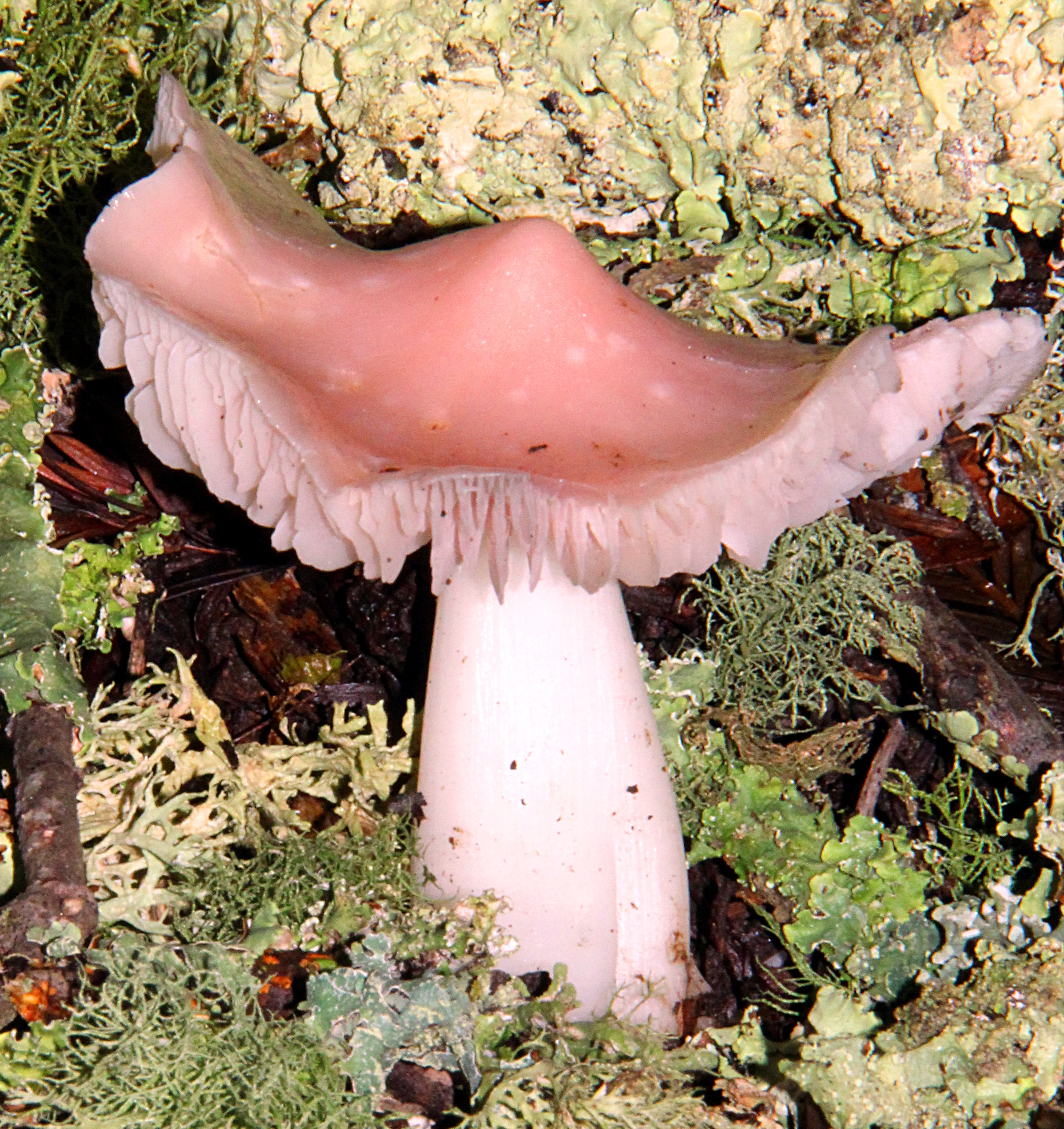

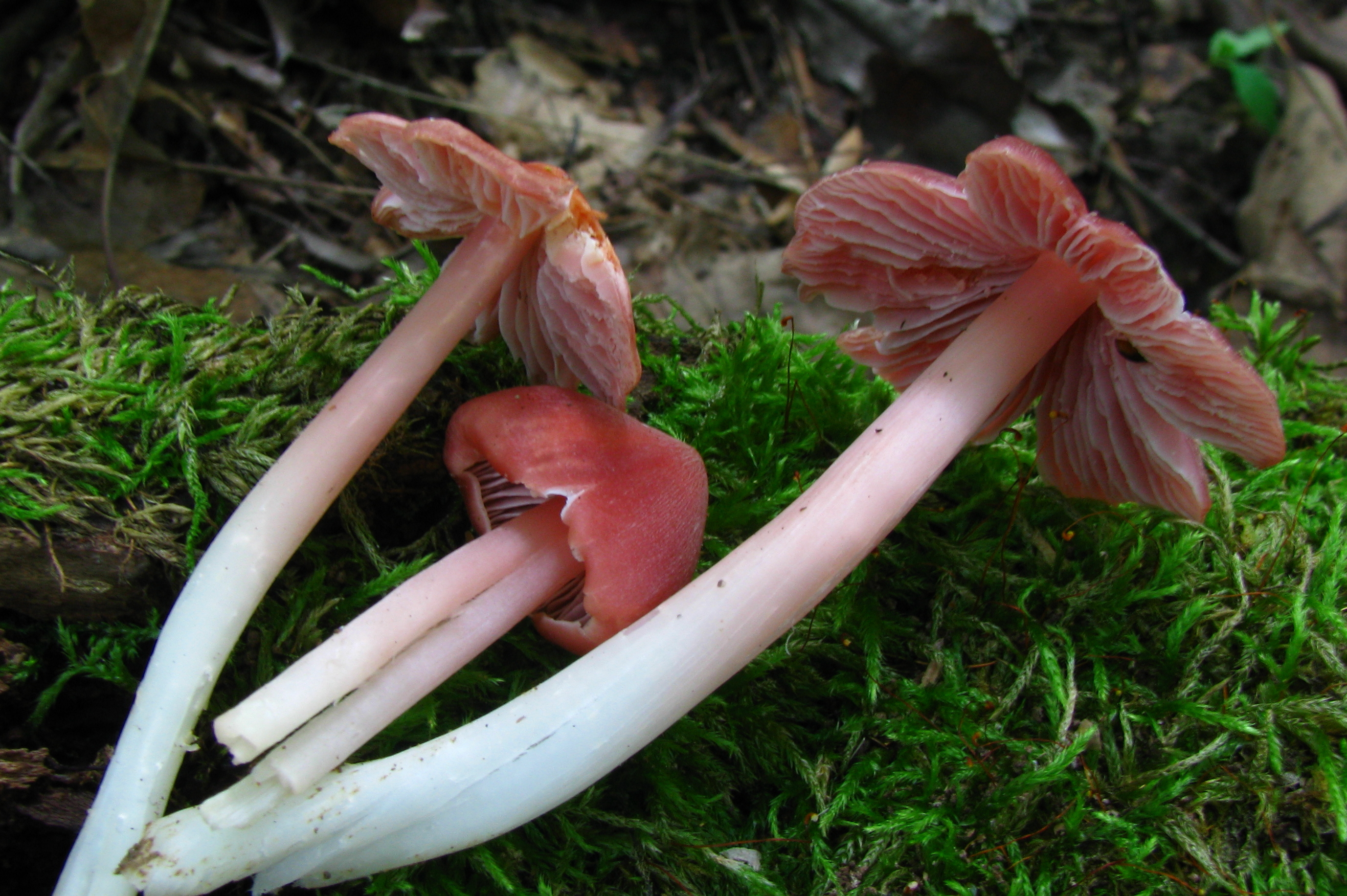

Stożkownica czapeczkowata, wilgotnica czapeczkowata (Porpolomopsis calyptriformis (Berk.) Bresinsky) – gatunek grzybów z rodziny wodnichowatych (Hygrophoraceae).

## Systematyka i nazewnictwo
Pozycja w klasyfikacji według Index Fungorum: Porpolomopsis, Hygrophoraceae, Agaricales, Agaricomycetidae, Agaricomycetes, Agaricomycotina, Basidiomycota, Fungi.
Po raz pierwszy takson ten zdiagnozował w 1838 r. Miles Joseph Berkeley nadając mu nazwę Agaricus calyptriformis, później zaliczany był do różnych innych rodzajów. Obecną, uznaną przez Index Fungorum nazwę nadał mu w 2008 r. Andreas Bresinsky przenosząc go do rodzaju Porpolomopsis.
Synonimy naukowe:
- Agaricus calyptriformis Berk. 1838
- Godfrinia calyptriformis (Berk.) Herink 1958
- Humidicutis calyptriformis (Berk.) Vizzini & Ercole, Micol. Veg. Medit. 26(1): 99 (2012) [2011]
- Humidicutis calyptriformis f. nivea (Cooke) Vizzini & Ercole 2012
- Humidicutis calyptriformis var. domingensis (Lodge & S.A. Cantrell) Vizzini & Ercole 2012
- Hygrocybe calyptriformis (Berk.) Fayod 1889
- Hygrocybe calyptriformis f. nivea (Cooke) Bon 1989
- Hygrocybe calyptriformis var. domingensis Lodge & S.A. Cantrell 2000
- Hygrophorus calyptriformis (Berk.) Berk. 1860
- Hygrophorus calyptriformis var. niveus Cooke 1883
- Porpoloma calyptriformis (Berk.) Bresinsky 2003
- Porpolomopsis calyptriformis f. nivea (Cooke) Lécuru 2019

Barbara Gumińska i Władysław Wojewoda w 1983 r. podali polską nazwę wilgotnica czapeczkowata. Od 2012 stała się ona niespójna z nazwą naukową, gatunek ten bowiem przeniesiony został do rodzaju Humidicutis, a po tem do rodzaju Porpolomopsis. W 2021 Komisja ds. Polskiego Nazewnictwa Grzybów Polskiego Towarzystwa Mykologicznego zarekomendowała nazwę stożkownica czapeczkowata.

## Morfologia
Kapelusz
Średnica od 3 do 7 cm, młody – ostro stożkowaty, w kształcie czapki z grotem, z brzegiem przyrośniętym do trzonu, później stożkowaty do rozpostartego, ale pośrodku ciągle spiczasty. Brzegi pofałdowane i podwinięte. Powierzchnia gładka, matowa, promieniście pokryta delikatnymi włókienkami. Jest kruchy i łatwo chłonie wodę, u dojrzałych owocników promieniście popękany. Barwa różowa, różowoczerwona, liliowa, u dojrzałych grzybów do wierzchołka blednie.
Blaszki
Szerokie, brzuszkowate, rzadkie, grube, początkowo różowo-czerwonawe, bladoróżowe, później bledną do białawych. Ostrze delikatnie piłkowane.
Trzon
Wysokość od 7 do 10 cm, średnica od 6 do 12 mm, walcowaty, bardzo kruchy i pusty w środku. Powierzchnia delikatnie podłużnie włóknista, sucha, naga. Ma barwę od białawej do różowawej.
Miąższ
Cienko mięsisty, kruchy, w kapeluszu biały (tylko w jego górnej części lekko różowy). Jest bez zapachu i łagodny w smaku.
Wysyp zarodników
Biały.

## Występowanie i siedlisko
Wilgotnica czapeczkowana notowana jest w wielu krajach Europy, w Ameryce Północnej, Japonii, Australii i na Nowej Zelandii. W Polsce podano 12 stanowisk historycznych i 22 współczesne. W opracowaniu Czerwona lista roślin i grzybów Polski jest zaliczona do kategorii grzybów rzadkich (R). W latach 1995–2004 objęta była ochroną częściową, a od 2004 roku – ochroną ścisłą bez możliwości zastosowania wyłączeń spod ochrony uzasadnionych względami gospodarki rolnej, leśnej lub rybackiej.
Naziemny grzyb mykoryzowy. Rośnie w lasach i na ich obrzeżach, szczególnie w towarzystwie olszy szarej, na ziemi, wśród traw. Występuje także na wilgotnych łąkach i pastwiskach, szczególnie w górach i na pogórzu.
Grzyb niejadalny.